# Wilhelm von Schöning

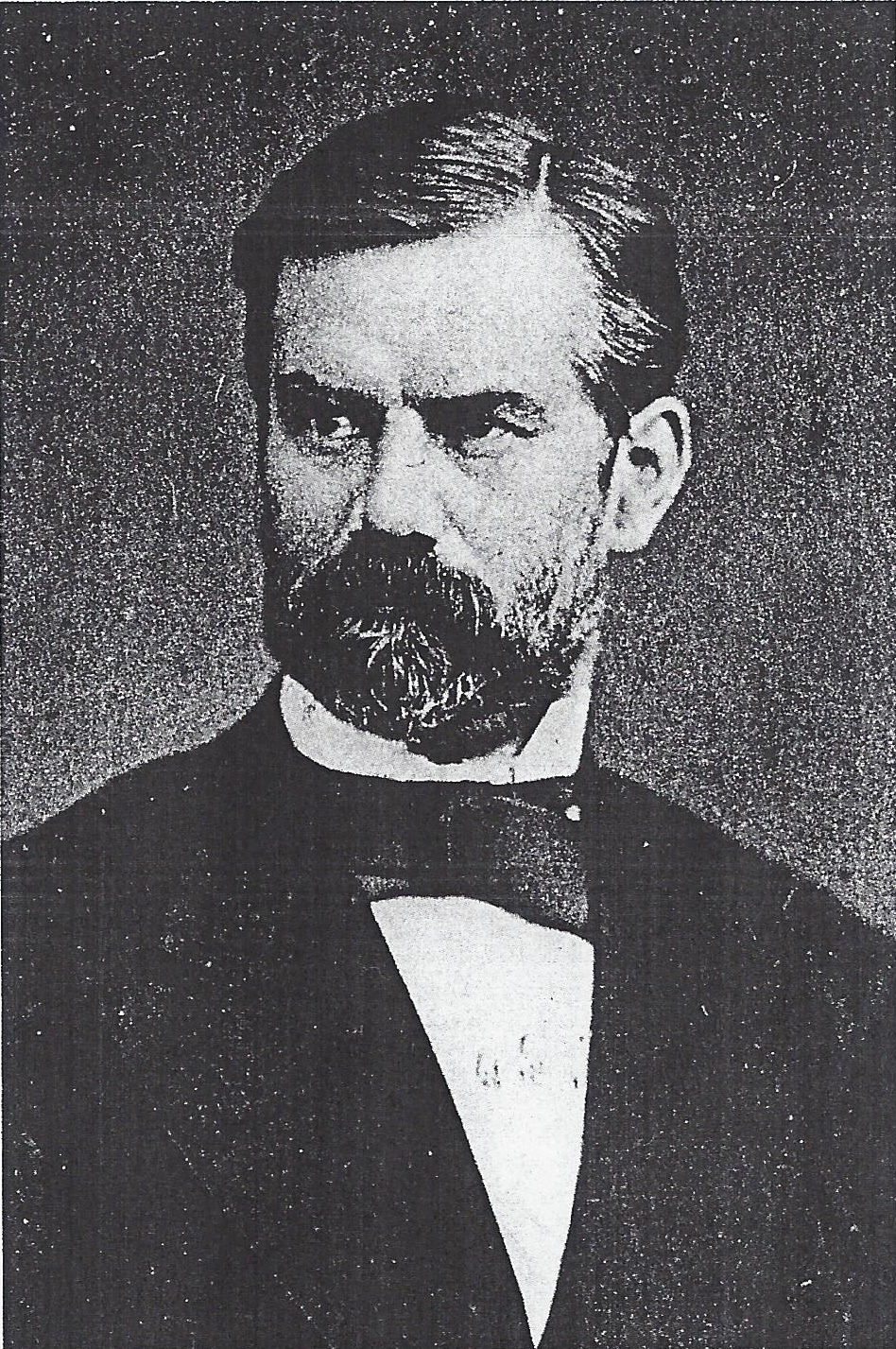
Wilhelm von Schöning

Wilhelm Ludwig August von Schöning (* 7. August 1824 in Klemmen, Kreis Pyritz; † 10. Mai 1902 in Stargard in Pommern) war ein deutscher Verwaltungsjurist, Gutsbesitzer und Parlamentarier im Königreich Preußen. Vor und nach der Deutschen Reichsgründung war er jahrzehntelang Reichstagsabgeordneter.

## Familie
Er stammte aus pommerschem Uradel und war Sohn des Wilhelm von Schöning (1797–1862), Gutsherr auf Gut Klemmen, und der Auguste von dem Borne (1801–1862). Er heiratete am 12. Oktober 1848 in Stargard Pauline Marie Amalie Wilde (* 28. Oktober 1826 in Stargard; † 10. März 1909 ebenda), die Tochter des Gymnasialprofessors Wilhelm Wilde und der Pauline Sturm. Das Paar hatte fünf Kinder.

## Leben
Schöning studierte an der Ruprecht-Karls-Universität Rechtswissenschaft und wurde 1844 Mitglied des Corps Guestphalia Heidelberg. Er begann 1852 als Gerichtsreferendar in Stettin und wechselte von der Rechtspflege in die innere Verwaltung Preußens. Von 1855 bis 1876 war er Landrat im Kreis Pyritz. In dieser Zeit wurde er 1862, 1864 und 1873 von der Ritterschaft des Kreises Pyritz zum stellvertretenden Mitglied des Provinziallandtags der Provinz Pommern gewählt (15., 16. und 20. Provinziallandtag).  Als Mitglied der Konservativen Partei saß er von 1866 bis 1870 im Preußischen Abgeordnetenhaus. Im Februar 1867 wurde er in den Konstituierenden Reichstag des Norddeutschen Bundes gewählt, ebenfalls für die Konservative bzw. Deutschkonservative Partei.
Schöning war Gutsherr auf Klemmen, Ückerhof, Muscherin und Sallentin. Er war Oberleutnant der Preußischen Armee und Rechtsritter des Johanniterordens. Im Jahre 1876 wurde er auf Präsentation des alten und des befestigten Grundbesitzes im Landschaftsbezirk Herzogtum Stettin Mitglied des Preußischen Herrenhauses, dem er bis zu seinem Tod im Jahre 1902 angehörte.